# Chakira Rose
Pour les articles homonymes, voir Rose.
Chakira Rose, née le 26 mars 2001, est une haltérophile seychelloise.

## Carrière
Chakira Rose est médaillée d'argent aux Championnats d'Afrique 2018 dans la catégorie des moins de 90 kg.